# Premiile Magritte
Premiul Magritte  (franceză Magritte du cinéma) este o recunoaștere a meritelor cinematografice din filmul belgian conferite pe mai multe categorii (există, de fapt, mai multe Premii Magritte) și prezentate de Académie André Delvaux din Belgia.
Premiul, care este prezentat în mai multe categorii, după modelul francez al Premiului César, constă dintr-o statuetă oferită fiecărui câștigător. Premiu este considerat a fi o versiune belgiană a premiilor Academiei Americane de Film (popular cunoscut ca Premiul Oscar).
Precum cele două premii care au servit ca model, cel american și cel francez, ceremonia de decernare a premiilor se desfășoară în primele trei luni ale fiecărui an și acoperă toate filmele lansate în anul calendaristic anterior. Cea de-a 6-a ediție Magritte 2016 s-a ținut pe ziua de 6 februarie 2016, în centrul cultural Square – Brussels Meeting Centre din districtul cultural Mont des Arts din Bruxelles, Belgia.

## Categoriile actuale

### Filme și regizori
- Film - Magritte pentru cel mai bun film (oferit din 2011)
- Film de animație de scurt metraj - Magritte pentru cel mai bun film de animație de scurt metraj (oferit din 2016)
- Film de debut - Magritte pentru cel mai bun debut filmic (oferit din 2013)
- Film documentar - Magritte pentru cel mai bun film documentar (oferit din 2013)
- Film flamand - Magritte pentru cel mai bun film flamand (oferit din 2012)
- Film de scurt metraj - Magritte pentru cel mai bun film de scurt metraj (oferit din 2016)
- Film străin (coproducție) - Magritte pentru cel mai bun film străin (coproducție) (oferit din 2012)
- Regizor - Magritte pentru cel mai bun regizor (oferit din 2011)

### Actori și actrițe
- Actor (în rol principal) - Magritte pentru cel mai bun actor (oferit din 2011)
- Actriță (în rol principal) - Magritte pentru cea mai bună actriță (oferit din 2011)
- Actor (rol secundar) - Magritte pentru cel mai bun actor (rol secundar) (oferit din 2011)
- Actriță (rol secundar) - Magritte pentru cea mai bună actriță (rol secundar) (oferit din 2011)
- Actor (promițător) - Magritte pentru cel mai promițător actor (oferit din 2011)
- Actriță (promițătoare) - Magritte pentru cea mai promițătoare actriță (oferit din 2011)

### Ceilalți realizatori ai filmelor
- Scenariu - Magritte pentru cel mai bun scenariu (oferit din 2011)
- Imagine - Magritte pentru cea mai bună imagine (oferit din 2011)
- Costume - Magritte pentru cele mai bune costume (oferit din 2011)
- Montaj - Magritte pentru cel mai bun montaj (oferit din 2011)
- Muzică Magritte pentru cea mai bună muzică (oferit din 2011)
- Decoruri - Magritte pentru cel mai bun decor (oferit din 2011)
- Sunet - Magritte pentru cel mai bun sunet (oferit din 2011)

### Diverse
- Premiu de onorare - Magritte de onoare (oferit din 2011)

## Ceremoniile (începând cu 2011)
| Ediția   | Ceremonie              | Dată             | Cel mai bun film        | Președinte juriului | Prezentator/Prezentatoare |
| -------- | ---------------------- | ---------------- | ----------------------- | ------------------- | ------------------------- |
| întâi    | Premiile Magritte 2011 | 5 februarie 2011 | Mr. Nobody              | Jaco Van Dormael    | Helena Noguerra           |
| a doua   | Premiile Magritte 2012 | 4 februarie 2012 | The Giants              | Bertrand Tavernier  | Helena Noguerra           |
| a treia  | Premiile Magritte 2013 | 2 februarie 2013 | Our Children            | Yolande Moreau      | Fabrizio Rongione         |
| a patra  | Premiile Magritte 2014 | 1 februarie 2014 | Ernest & Celestine      | Émilie Dequenne     | Fabrizio Rongione         |
| a cincea | Premiile Magritte 2015 | 7 februarie 2015 | Two Days, One Night     | François Damiens    | Charlie Dupont            |
| a șasea  | Premiile Magritte 2016 | 6 februarie 2016 | The Brand New Testament | Marie Gillain       | Charlie Dupont            |
| a șaptea | Premiile Magritte 2017 | 4 februarie 2017 | ---                     | Virginie Efira      | Anne-Pascale Clairembourg |
| a opta   | Premiile Magritte 2018 | 2018             | ---                     | ---                 | ---                       |